# 杜兰戈 (科罗拉多州)
杜兰戈（英語：Durango）是美国科罗拉多州拉普拉塔县下属的一座城市。建市于1881年4月27日，面积大约为9.957平方英里（25.788平方公里）。根据2010年美国人口普查，该市有人口16,887人。2011年估计该市有人口17,069人，相比2010年人口增长率为1.08%。同时，论人口该市是科罗拉多州第33大城市。